# François Venant
François Venant, né en 1591 à Middelbourg et mort à Amsterdam le 17 mars 1636, est un peintre néerlandais. Il est le beau-frère de Pieter Lastman[réf. nécessaire].
François Venant fait partie d'un groupe d'artistes que l'on nomme les pré-rembranesques, c'est-à-dire les peintres avant Rembrandt, de sensibilité proche des débuts du maître. On peut citer :
- Pieter Lastman (1583-1633),
- Claes Cornelisz. Moyeart (1603-1660),
- Jacob Symonsz. Pynas (vers 1592-vers 1650),
- Jan Symonsz. Pynas (vers 1582-1631),
- Jan Tengnagel (1584-1635).

L'historien de l'art et peintre flamand Carel van Mander orthographie son nom Vanant[réf. nécessaire].